# Kalomoira
Kalomoira   (West Hempstead, 31 de gener de 1985) nom artístic de Marie Carol Sarantis també coneguda com a Kalomira, és una cantant i presentadora greco-estatunidenca, la carrera musical de la qual s'ha desenvolupat a Grècia i Xipre. El 2004 va guanyar el concurs musical Fame Story i va quedar en tercer lloc representant a Grècia a Eurovisió 2008, amb "Secret Combination".

## Biografia
Kalomira, va néixer Maria Kalomira Sarantis el 31 de gener de 1985 a West Hempstead, Nova York a Long Island. Coneguda per la seva família immediata com a Carol (el seu sobrenom infantil), Els seus pares, Nikosinas i Elenas, són d'origen grec i propietaris d'un restaurant.
Des de petita, va tenir l'ambició de convertir-se en una estrella del pop. I va començar a interessar-se pel món de l'actuació, començant a estudiar viola i a actuar en obres escolars des d'una edat primerenca. També va ser Miss West Hempstead (Homecoming Queen) a la seva escola secundària el 2003. Quan va assolir la majoria d'edat participà, a instàncies del seu oncle, en un concurs de música i va guanyar el segon lloc, organitzat per WBLI Radio, una ràdio local novaiorquesa. Kalomoira va quedar en segon lloc i va començar a realitzar diverses actuacions amb altres artistes populars com Jessica Simpson o LL Cool J. El 2003, va entrar i va guanyar el segon lloc en un concurs de música organitzat per WBLI Radio. Després de la seva aparició, va obrir diversos espectacles en directe amb artistes americans famosos, com Jessica Simpson, LL Cool J, Jennifer Love Hewitt, Michelle Branch i Nick Lachey.
Després de graduar-se a la Universitat Adelphi l'any 2004, Kalomoira es va informar de l'obertura dels càsting de la segona edició de Fame story, concurs de la cadena grega ANT1, i va decidir participar en una audició organitzada als Estats Units. Malgrat que la seua primera llengua és l'anglès, Kalomoira ja havia estat en diverses ocasions a Grècia i podia defensar-se en grec. La cantant va aconseguir superar els càsting i, després de superar diverses proves, va aconseguir convertir-se en una de les concursants de Fame story.
Malgrat tenir alguns problemes d'adaptació durant els seus primers dies, a poc a poc va millorar i es va convertir en una de les favorites del públic. Va guanyar finalment el concurs i el primer lloc en Fame story li va garantir un premi de 200.000 euros i un contracte discogràfic amb Heaven Music, pertanyent a la cadena grega ANT1.

### Carrera discogràfica
Kalomira va actuar al FOCUS de Tessalònica del 8 de juliol al 14 d'agost. Mentre entretenia el públic de nit, durant el dia gravava el seu primer disc. Fora de Grècia, Kalomira ha aparegut a "Today Show" i "Access Hollywood" de la NBC durant els esdeveniments dels Jocs Olímpics d'estiu de 2004 a Atenes, la desfilada grega d'UPN on va cantar en directe i va ser entrevistada, Fox News, va estar al "Washington Post", "Newsday" i "New York Times" i la majoria apareixen a Oprah per a la seva actuació d'Eurovisió, juntament amb una sèrie d'altres programes i llocs web.
L'1 de setembre de 2004 Kalomoira va treure al mercat el seu primer àlbum de 15 cançons. El seu primer disc, de títol homònim, va aconseguir ser Disc d'or a Grècia i Xipre. Contenia diversos temes interpretats en grec i anglès i va obtenir una bona crítica. En 2005 va llançar un segon àlbum titulat Paizeis? (Jugues?), amb 12 cançons de les quals 2 les va compondre ella. També va realitzar diverses actuacions amb altres artistes com Elli Kokkinou o Constantinos Khristoforou, que la van ajudar a confirmar-se en el panorama musical grec.
L'any 2006 Kalomoira va donar el salt definitiu a la televisió com a copresentadora del programa Pio Poli Tin Kiriaki (Més el diumenge), un xou de varietats emès pel canal nacional grec Mega Channel. A més, llançà un tercer àlbum amb versions de cançons del cinema grec, anomenat I Kalomoira Paei Cinema (Kalomoira va al cinema).
A finals de 2007 la discogràfica Heaven Music seleccionà Kalomoira com el seu concursant per a la selecció del representant grec a Eurovisió 2008. Kalomoira va escollir un tema pop - R&B anomenat "Secret Combination", de so bastant nord-americà i amb influències de la música grega. Després de vèncer l'esmentada selecció en la final nacional realitzada el 27 de febrer de 2008, Kalomoira va esdevenir la representant grega en aquesta edició. Per promocionar el tema, Kalomoira va realitzar una gira per altres països participants.
"Secret Combination" va passar en primer lloc la primera semifinal d'Eurovisió i Kalomira va quedar en tercer lloc a la final, amb 218 punts i sent superada només per Dima Bilan i Ani Lorak. A més, va aconseguir amb aquest tema posicionar-se en el primer lloc de les llistes gregues i xipriotes, en el quarantè lloc en la llista de singles del Regne Unit i al Top 10 de descàrregues a nombrosos països, entre ells Canadà i Austràlia. El seu quart àlbum, titulat igual que el seu tema a Eurovisió, va sortir al mercat el 29 de maig de 2008 a Grècia, amb 12 cançons en grec i anglès.
L'estiu de 2008 Kalomira va marxar a Nova York després de mantenir una disputa amb Heaven Music sobre el seu nou àlbum, que no va aconseguir les vendes esperades per la discogràfica. L'artista va declarar que va haver de posar part dels seus propis diners per a la producció de l'últim àlbum, mostrant així el seu descontentament amb la discogràfica, però va continuar amb la seva carrera musical. El 2009 va començar a presentar per a la televisió grega el programa Big in Japan.
Al gener de 2010, es va anunciar que Kalomira apareixeria en una sèrie d'anuncis com el principal portaveu de la promoció de Domino's Pizza a Grècia. El març de 2010, Kalomira va renovar el seu contracte amb Heaven Music. El seu següent senzill es va anomenar "Please Don't Break My Heart"("Si us plau no em trenquis el cor"), que comptava amb el raper nord-americà Fatman Scoop. El vídeo va ser filmat a Turquia i la cançó es va estrenar a Rythmos 94.9.

## Discografia

### Àlbums
- Kalomoira (2004)
- Paizeis? (2005)
- I Kalomoira Paei Cinema (2007, versions)
- Secret Combination: The Album (2008)